# Bief de la Vallée
Le  bief de la Vallée  est une section du canal d'Orléans comprise entre l’écluse de Hateau en amont et l’écluse de la Vallée en aval. Il fait partie de la première section du canal construite par Robert Mahieu entre 1676 et 1678 entre Vieilles-Maisons-sur-Joudry et Buges. D’une longueur de 1 390 m, le bief est entièrement situé sur la commune de Coudroy.

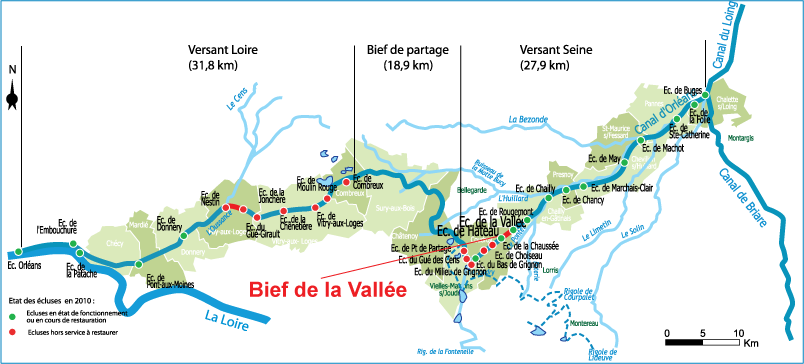
Situation du bief de la Vallée sur le canal d’Orléans.

## Historique
Un premier tronçon du canal est creusé par Robert Mahieu  entre Vieilles-Maisons-sur-Joudry et Buges entre 1676 et 1678 et ouvert au transport du bois et du charbon. La construction du bief et de l’écluse de la Vallée est réalisée dans cette première phase. La construction du canal jusqu’à la Loire est ensuite entreprise de 1681 à 1687 et est inaugurée en 1692.
De 1692 à 1793 le canal est en plein essor. De 1 500 à 2 000 bateaux remontent par an la Loire depuis Nantes pour gagner Paris. En 1793 le canal devient bien national. De 1807 à 1860, le canal est géré par une société privée, la Compagnie des canaux d’Orléans et du Loing, puis en 1863 sa gestion est confiée aux Ponts et Chaussées pour 91 ans.
De 1908 à 1921, alors que le trafic de marchandises par voie fluviale est en pleine régression, des travaux prolongation du canal entre Combleux et Orléans sont entrepris. Avec l’extinction complète du trafic, le canal est déclassé en 1954 des voies navigables et entre dans le domaine privé de l’État.
En 1978 est créé le Syndicat mixte de gestion du canal d'Orléans, qui a pour objet la gestion, la promotion et l’animation de l’ensemble du domaine du canal. En 1984, le département du Loiret prend la gestion du domaine pour 50 ans, laissant au Syndicat la gestion courante du domaine, qui reste toujours propriété de l’État.

## Bief de la Vallée

### Descriptif
Le bief de la Vallée s’étend sur une longueur de 1 390 m entre l’écluse de Hateau en amont et l’écluse de la Vallée en aval. Il est entièrement situé sur la commune de Coudroy.
Le bief dispose d’une aire de retournement permettant d'envisager un retournement aisé pour la plupart des bateaux de plaisance. Cet aménagement se distingue par un élargissement conséquent du canal, au minimum de 4 m, sur une longueur maximale de 12 m. Elle est située en amont de l’écluse de la Vallée.

### Travaux de réhabilitation du canal

#### Curage
Les exigences liées à la remise en navigation du canal imposent le gabarit suivant sur le canal : une hauteur d’eau minimale de 1,40 m, correspondant à un tirant d’eau de 1,20 m et 0,20 m de pied de pilote et une largeur de canal en plafond de 8 mètres au moins. Ceci conduira à réaliser des travaux de curage des fonds des biefs pour libérer le tirant d’eau nécessaire aux bateaux. Sur le bief de la Vallée, un volume total de l’ordre de 10 902 m3 de vases est à curer, soit, pour une longueur de bief curable de 1 335 m, un volume moyen de l’ordre de 8,2 m3/ml. Le bief de la Vallée est ainsi celui qui nécessite le curage au mètre linéaire le plus important du canal.

## Écluse de la Vallée
Longueur sas : 31 m
Largeur sas : 5.2 m
Cote bief amont : 102.7
Cote bief aval : 99.76
Cote bajoyer : 103.46
L’écluse de la Vallée présente une longueur de sas de 31 m, pour une largeur de 5,2 m. Les cotes NGF des différents éléments caractéristiques de l’écluse sont les suivantes : bief amont : 102,7, bief aval : 99,76, arase supérieure du bajoyer : 103,46. La hauteur de chute est donc de 2,94 m.
L’écluse de la Vallée est fonctionnelle. Elle a été réparée en 2008. Ses travaux ont consisté en.
- Remise en place des portes amont et aval et de leurs systèmes d’ouverture (superstructure en bois en partie supérieure, battants métalliques en partie basse, ouverture à l’aide de tirants ou de bras de levier, portes amont équipées de vannes ou vantelles pour le remplissage de l’écluse, idem aval pour vidange).
- Réparation des bajoyers par injection de béton pour empêcher les infiltrations (têtes amont dans un premier temps).
- Nettoyage des bajoyers et rejointoiement des pierres de taille (nettoyage au jet haute pression, pierres abîmées remplacées par pierres de parement en calcaire)
- Mise en place d’une échelle de descente (réalisation d’un décaissement dans le mur actuel du bajoyer).
- Mise en place d’une échelle hydrographique en amont et en aval de l’écluse.
- Réfection de l’escalier amont, restauré à l’identique.

Le coût de ces travaux s’est élevé à 179 000 euros.

## Pour approfondir